# Henderson (Texas)
Henderson es una ciudad ubicada en el condado de Rusk en el estado estadounidense de Texas. En el Censo de 2010 tenía una población de 13.712 habitantes y una densidad poblacional de 439,68 personas por km².

## Geografía
Henderson se encuentra ubicada en las coordenadas 32°9′26″N 94°47′45″O / 32.15722, -94.79583. Según la Oficina del Censo de los Estados Unidos, Henderson tiene una superficie total de 31.19 km², de la cual 30.95 km² corresponden a tierra firme y (0.75%) 0.23 km² es agua.

## Demografía
Según el censo de 2010, había 13.712 personas residiendo en Henderson. La densidad de población era de 439,68 hab./km². De los 13.712 habitantes, Henderson estaba compuesto por el 64.51% blancos, el 23.88% eran afroamericanos, el 0.42% eran amerindios, el 0.74% eran asiáticos, el 0.08% eran isleños del Pacífico, el 8.58% eran de otras razas y el 1.79% pertenecían a dos o más razas. Del total de la población el 18.04% eran hispanos o latinos de cualquier raza.